# Parco delle rimembranze (Sant'Elena)
Il Parco della Rimembranza, o "pineta di Sant'Elena", è un parco veneziano che si trova nell'isola di Sant'Elena.

## Descrizione
Il Parco della Rimembranza è situato a Venezia, e più precisamente nel sestiere di Castello, nella zona dell'isola di Sant Elena, uno dei luoghi più nuovi della città metropolitana di Venezia. Il parco è così chiamato in memoria dei soldati deceduti durante la seconda guerra mondiale. 
A livello di tradizioni popolari si narra che in memoria di ogni vittima sia stato piantato un albero all'interno della pineta.
Il parco è una delle poche zone verdi di tutto il centro storico veneziano ed è ubicato a pochissimi minuti dai più famosi Giardini Pubblici o della Biennale di Venezia.
All'interno del parco sono presenti  un parco giochi per i bambini e diversi campi sportivi. Dalla fondamenta esterna del parco si può ammirare la laguna veneziana.

## Storia

### Dalle origini al primo '900
La zona dove sorge il parco è nata negli anni venti, grazie alla bonifica di una "sacca" che veniva usata per addestramenti militari. La zona fu incorporata nel tessuto urbano dell'isola di Sant'Elena, dove sorgeva una chiesa già dal 1028. Negli anni seguenti, con la creazione di un quartiere residenziale nella zona del parco, quest'ultimo, il quartiere residenziale e la zona della chiesa divennero parte del sestiere di Castello. Sempre ai limiti della pineta venne costruito nel 1913 lo stadio Pier Luigi Penzo.  I primi progetti del nuovo quartiere e della zona del parco si devono all'intervento del senatore Piero Foscari, che intervenne in consiglio comunale nel 1911 per sollecitare la creazione di questo nuovo quartiere.
I progetti veri e propri invece iniziarono subito dopo la prima guerra mondiale, il recupero di questa nuova zona fu affidata agli architetti GIulio Alessandri, Duilio Torres e Giuseppe Torres, e all'ingegnere Fausto Finzi, utilizzarono una già presente barena per trasformarla in sacca (isola artificiale), che venne in seguito bonificata, negl'anni subito seguenti iniziarono i lavori di costruzione del nuovo quartiere, e con esso vennero anche piantati i primi alberi. Il parco e tutto il quartiere residenziale nacquero quindi quasi dal nulla, per poter soddisfare le nuove esigenze abitative della crescente popolazione veneziana.

### Anni recenti
L'11 settembre del 1970 la pineta di Sant'Elena fu colpita da un violentissimo tornado di classe F4, che prese vita alle 20:45 presso Teolo nei Colli Euganei. La pineta fu colpita duramente, il tornado sradicò decine di alberi e scoperchiò decine di case nella zona della pineta. Inoltre la forza del vento riuscì a sollevare un motoscafo da 22 tonnellate giusto nello specchio di laguna di fronte al Parco delle Rimembranze, causando 21 morti. Proprio per questo motivo, all'inizio del parco delle rimembranze, a pochi metri dai pontili del trasporto pubblico, è presente un monumento in memoria delle vittime del Tornado dell'11 settembre 1970.
Il 12 giugno 2012 un tornado di intensità simile colpì nuovamente la pineta, sradicando decine di alberi nella zona esposta a nord, questa volta per fortuna senza causare morti.

## Flora
Nel parco delle rimembranze sono presenti diversi tipi di alberi e piante, tra cui
- Diverse varietà di Pini
- Farnie
- Tigli
- Ginco
- Lecci
- Aceri
- Olmi
- Palme
- Cedri del Libano[9]

## Lista monumenti e opere
- Monumento ai caduti in Africa Orientale Italiana (A.O.I.)  inaugurato nel 1936 (inizialmente attribuito a Luigi Razza ministro fascista deceduto per incidente aereo in Africa)
- Monumento ai caduti del tornado del 11/09/1970
- Cippo al Milite Ignoto

## Sport
Dal 1961 Il Parco delle Rimembranze è sede della più antica manifestazione sportiva veneziana, la Coppa Faganelli, anche chiamata "Corsa Campestre", dedicata ai ragazzi delle scuole medie del veneziano, che attira ormai già da anni, anche partecipanti dalla terraferma. Sull'onda del successo di questa manifestazione sportiva, il CUS Venezia sta organizzando ormai da anni anche un'edizione della corsa campestre, per i ragazzi e ragazze delle scuole superiori dei licei e degli istituti veneziani.